# بيغ جون
بيغ جون هي أحفورة لتريسيراتوبس أكتشفت في عام 2014 في تكوين هيل كريك بولاية داكوتا الجنوبية. يبلغ طول الجمجمة حوالي 9 أقدام كما أن الهيكل العظمي مكتمل بنسبة تزيد عن 60 ٪. وفي 2021 بيعت الأحفورة في مزاد مقابل 7.7 مليون دولار وبذلك تصبح أغلى أحفورة لتريسيراتوبس في التاريخ.